# Мария Требен
Мария Требен (на немски: Maria Treben née Günzel) е австрийска писателка и билкарка, добила популярност с няколко свои книги за билкарството през 80-те години на 20 век.

## Биография и творчество
Родена е в Заац, Австро-Унгария (сега Жатец, Чехия) на 27 септември 1907 г. Баща ѝ Игнац Гюнцл (* 1876) е издател на вестници и собственик на печатница, майка ѝ Мари Анна, с бащина фамилия Марек (* 1879), е домакиня.
Когато е на 10 години, баща ѝ загива при катастрофа. След 2 години семейството се премества в Прага, където тя завършва училище за момичета.
След това, 19-годишна, постъпва и работи в редакционния отдел на Prager Tagblatt в продължение на около 14 години. На 18 януари 1939 г. кандидатства за членство в НСДАП и е приета със задна дата до 1 декември 1938 г. (членски номер 6 478 037).
Омъжва се за инженера Ернст Готфрид Требен в Каптиц (днес Каплице в Чехия) на 12 август 1939 г. След като Prager Tageblatt е спрян, напуска работата си и става домакиня. Ражда сина им Кърт Требен през 1942 г.
След края на войната Мария Требен и нейният син бягат през ноември 1945 г., първо във Вулцбург, а по-късно в други германски бежански лагери.
През 1947 г. нейният съпруг, арестуван от чехословаците през 1945 г., е освободен. Той започва работа в Oberösterreichische Kraftwerke AG в Лембах, Австрия, което кара семейството да се премести във Витцерсдорф. През 1951 г. се преместват в Грискирхен.
Фокусът на дейността ѝ все повече става билколечението и изнасянето на лекции, което продължава до 1987 г. Мария Требен умира на 26 юли 1991 г.